# Kerelőszentpáli csata

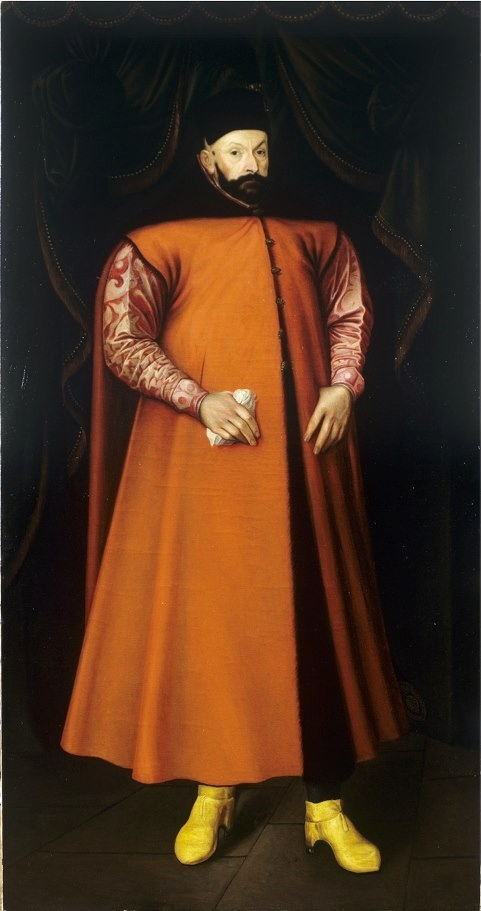
Báthory István

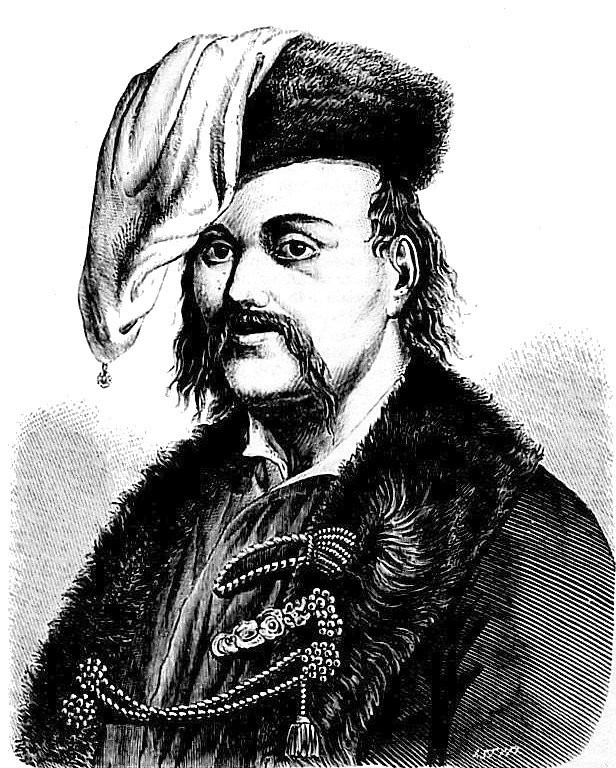
Bekes Gáspár

A kerelőszentpáli csata (szentpáli ütközet) 1575. július 9-én zajlott le Báthory István és Bekes Gáspár serege között. Az ütközet Bekes vereségével végződött.

## Előzményei
1571-ben meghalt János Zsigmond erdélyi fejedelem. A török szultán Báthoryt, a Habsburg császár viszont Bekest kívánta fejedelemmé választatni. Bekes megbukott, fejedelemmé Báthory Istvánt választották. Bekes trónkövetelőként lépett fel Báthory ellen.
Bekes seregét jórészt Magyarországról toborozta. Előbb Székelyföldre vonult, ahol a közszékelyeket állította maga mellé, és serege rövidesen 3000 főre emelkedett. Báthory a partiumi csapatokkal, a szászokkal és a 800 fős aranyosszéki gyalogsággal állt szemben vele. A budai pasa is lovasságot rendelt ki neki, valamint havasalföldi lovasokat is kapott segítségül.
A csatát megelőző napon Székely Mózes, későbbi erdélyi fejedelem, aki Báthory seregében harcolt Radnót közelében kardját a szájában tartva átúszott a Maroson, és párviadalba bocsátkozott az ellenség egyik vitézével, akit leterített, majd egy másikkal is végzett. Bátorsága révén sikerült megrémítenie több Bekes oldalán harcolót, ezért a hősiességért Báthory meg is jutalmazta.

## A csata
1575. július 9-én, egy verőfényes szombati napon, a Maros völgyében vívták meg a döntő ütközetet a fejedelem és a trónkövetelő seregei. Bekes serege a mostani vasút vonala mellett emelkedő magaslaton foglalt erős állást, míg a mocsaras, lapályos területen Báthory serege sorakozott fel. Báthory jobbra vezényelte csapatát, hogy Bekes seregét a besenyői völgyön át bekerítse. Bekes, hogy ezt megakadályozza, feladta az elfoglalt magaslatot, és seregével az Alárdi Ferenc birtokában lévő szentpáli várkastély felé vonult vissza.
A csata 10 órától késő estig tartott, és Bekes seregének teljes szétverésével végződött. Báthory a csatában elfogott tisztek közül többet még a helyszínen kivégeztetett. Bekes seregének egy része a várkastélyba menekült, őket elfogták. Közöttük volt Balassi Bálint költő is. Bekes a Mezőség felé menekült serege maradványaival, őket azonban kolozsvári lakosok (nemesek és kézművesek) koncolták föl.

## Következményei
A szentpáli ütközet új korszakot indított Erdély történelmében. Ez a csata biztosította az Erdélyi Fejedelemség függetlenségét. Innen kezdődik Báthory Istvánnak a császártól független fejedelemsége és a Báthori-család hatalmi emelkedése.
A szentpáli diadal híre nagyban elősegítette, hogy 1575 decemberében Báthory Istvánt lengyel királlyá válasszák.

## Feldolgozásai a szépirodalomban
- Pókainé. In  Gyulai Pál: Összes költeménye. Budapest: Arcanum. 1998.  ISBN 963 85923 1 1
- Varró János: Ki csatát nyer, koronát nyer. Bukarest: Kriterion. 1976.